# Stac an Armin
Stac an Armin, en écossais Stac an Àrmainn,, en français « Le Stack guerrier », est l'île la plus septentrionale de l'archipel de Saint-Kilda dans le nord-ouest de l'Écosse au Royaume-Uni. Inhabitée, elle est entourée au sud par Boreray et au sud-ouest par Stac Lee. Culminant à 196 mètres d'altitude (soit 627 pieds), Stac an Armin est à la fois un marilyn et le plus haut stack marin des îles Britanniques,.
L'île est un important lieu de nidification d'oiseaux de mer et notamment de fous de Bassan. Il a été gravi pour la première fois en 1969 par une équipe menée par R. Balharry. C'est aussi là que fut observé le dernier Grand Pingouin des îles britanniques en juillet 1840.